# Kevin Hall
Kevin Hall (Ventura, 11 de septiembre de 1969) es un deportista estadounidense que compitió en vela en la clase 49er. Ganó tres medallas de bronce en el Campeonato Mundial de 49er entre los años 1997 y 1999.

## Palmarés internacional
| \| Campeonato Mundial \| Campeonato Mundial \| Campeonato Mundial \| Campeonato Mundial \| \| Año \| Lugar \| Medalla \| Clase \| \| ------------------ \| --------------------- \| ------------------ \| ------------------ \| \| 1997 \| Perth (Australia) \| Medalla de bronce \| 49er \| \| 1998 \| Bandol (Francia) \| Medalla de bronce \| 49er \| \| 1999 \| Melbourne (Australia) \| Medalla de bronce \| 49er \| |                       |                   |       |
| Campeonato Mundial |                       |                   |       |
| Año | Lugar                 | Medalla           | Clase |
| 1997 | Perth (Australia)     | Medalla de bronce | 49er  |
| 1998 | Bandol (Francia)      | Medalla de bronce | 49er  |
| 1999 | Melbourne (Australia) | Medalla de bronce | 49er  |